# 대구시 중구·서구
대구시 중구·서구는 대한민국의 옛 국회의원 선거구이다. 당시 경상북도 대구시 중구와 서구 지역을 관할했다.

## 역사
대한민국 제11대 국회의원 선거를 앞두고 대구시 중구·서구·북구 선거구가 분리되면서 대구시 중구·서구 선거구가 신설되었다. 
1981년 7월 1일을 기해 대구시가 대구직할시로 승격되면서 경상북도에서 분리되었다. 이에 대한민국 제12대 국회의원 선거를 앞두고 중구·서구 선거구로 개편되면서 폐지되었다.

## 역대 국회의원
| 선거   | 정당 | 정당       | 1위 의원 | 정당 | 정당       | 2위 의원 |
| ------ | ---- | ---------- | -------- | ---- | ---------- | -------- |
| 1981년 |      | 한국국민당 | 이만섭   |      | 민주정의당 | 한병채   |

## 역대 선거 결과

### 대한민국 제11대 국회의원 선거
|  | 30.99% |

|  | 28.33% |

|  | 15.99% |

|  | 15.25% |

|  | 4.89% |

|  | 2.91% |

|  | 1.60% |